# Ёксолово
Ёксолово (фин. Juoksula) — деревня Колтушского городского поселения Всеволожского района Ленинградской области.

## История
По мнению авторов краеведческой книги «Всеволожск» И. В. Венцеля и Н. Д. Солохина, деревня возникла ещё до Северной войны, во времена шведского владычества.
На карте 1914 года на месте современного Ёксолова северо-западнее и смежно с деревней Большое Манушкино обозначены строения.

ЁКСОЛОВО — деревня Манушкинского сельсовета Ленинской волости, 34 хозяйства, 163 души.

Из них: все финны-ингерманландцы. (1926 год)

По другим данным, большую часть населения деревни составляли переселенцы и потомки переселенцев из Финляндии, так называемые «финляндские карелы».
По административным данным 1933 года деревня Ёксолово относилась к Новопустошскому финскому национальному сельсовету.

ЁКСОЛОВО — деревня Ново-Пустошского сельсовета, 159 чел. (1939 год)

Деревня упоминается на картах конца 1930-х — начала 1940-х годов.
- План деревни Ёксолово. 1939 год

В 1939 году деревня насчитывала 29 дворов.
В марте 1942 года ингерманландские финны были переселены в восточные районы СССР. В декабре 1942 года было эвакуировано и оставшееся население Ёксолова (17 человек).
До 1942 года Ёксолово — место компактного проживания ингерманландских финнов.
В годы войны в деревне располагались:

- хирургические полевые подвижные госпитали № 2236, 634, 2237
- управление головного полевого эвакуационного пункта № 1194 с эвакоприёмником[18]

В 1951 году население деревни составляли 73 человека.
По данным 1966 года деревня Ёксолово входила в состав Колтушского сельсовета.
По данным 1973 года деревня Ёксолово входила в состав Новопустошского сельсовета.
По данным 1990 года деревня Ёксолово входила в состав Разметелевского сельсовета.
С 2013 года в составе Колтушского сельского поселения.

## География
Деревня расположена в южной части района на автодороге 41К-333 (Подъезд к дер. Ёксолово), которой связана с деревней Озерки.
Расстояние до ближайшей железнодорожной станции Манушкино — 5 км.
Деревня находится на Колтушской возвышенности, между Круглым болотом и деревней Хапо-Ое, к югу от автодороги Р21 (E 105, Санкт-Петербург — Петрозаводск — Мурманск) «Кола» и к востоку от деревни Разметелево.

## Демография
| 2007 | 2010 | 2017 |
| ---- | ---- | ---- |
| 53   | ↗92  | ↘73  |

Динамика численности населения Ёксолово с 1926 по 2021 год:
Национальный состав
По данным Всероссийской переписи населения 2021 года в деревне проживали 104 человека, из них:
 русские — 28, немцы — 4, финны — 2, чуваши — 1 человек, остальные национальность не указали.

## Транспорт
Деревня связана с Санкт-Петербургом автобусным маршрутом № 429.

## Улицы
Алексеевский проезд, Лесной переулок, Новая, Полевая, Фермерский проезд.